# Station Bukowno LHS
Station Bukowno LHS is een spoorwegstation in de Poolse plaats Bukowno.